# Lista monumentelor ocrotite de stat din raionul Nisporeni
Lista monumentelor din raionul Nisporeni cuprinde monumentele patrimoniului cultural din raionul Nisporeni înscrise în Registrul monumentelor Republicii Moldova ocrotite de stat.
Registrul monumentelor Republicii Moldova ocrotite de stat a fost aprobat prin Hotărârea Parlamentului nr. 1531-XII împreună cu Legea nr. 1530-XII privind ocrotirea monumentelor RM din 22 iunie 1993. În Monitorul Oficial nr. 1 din 1994 a fost publicată doar Legea, fără a include însă și Registrul, care a fost publicat mult mai târziu, la 2 februarie 2010. A nu se confunda cu Registrul arheologic național sau cel al monumentelor de for public, care sunt liste diferite ce vizează doar anumite compartimente ale patrimoniului cultural, întocmite în baza unor legi separate.
Lista completă este menținută și actualizată periodic de către Ministerul Culturii din Republica Moldova, dar înainte ca modificările să intre în vigoare acestea trebuie să fie aprobate de către Parlament. Această listă este menită să cuprindă și actualizările ulterioare.
| Nr.   | Localizare                                                                                      | Denumire                                                                                          | Datare                       | Tip   | Însemnătate | Imagine                 | Erori             |
| ----- | ----------------------------------------------------------------------------------------------- | ------------------------------------------------------------------------------------------------- | ---------------------------- | ----- | ----------- | ----------------------- | ----------------- |
| 804   | Nisporeni 47°04′51″N 28°11′49″E / 47.080743919444°N 28.197053930556°E                           | Biserica „Sf. Arhangheli Mihail și Gavriil”                                                       | 1817                         | At    | N           | galerie \| Încarcă foto | Raportează eroare |
| 805   | Nisporeni 47°05′22″N 28°12′22″E / 47.089416319444°N 28.206052330556°E                           | Biserica „Sf. Arhangheli Mihail și Gavriil”                                                       | 1864                         | At    | N           | galerie \| Încarcă foto | Raportează eroare |
| 805.1 | Nisporeni str. Alexandru cel Bun, 3 47°04′41″N 28°11′10″E / 47.077967880856°N 28.186150435197°E | Edificiul Casei Naționale (în prezent, sediul Casei de cultură)                                   | 1926                         | At    | N           | galerie \| Încarcă foto | Raportează eroare |
| 806   | Nisporeni 47°04′56″N 28°10′54″E / 47.082209512021°N 28.18164139672°E                            | Monument la mormântul comun al ostașilor căzuți (28) în 1944 și în memoria consătenilor căzuți    | 1983                         | Is    | L           | galerie \| Încarcă foto | Raportează eroare |
| 814   | Bălănești 47°12′29″N 28°04′08″E / 47.208025638154°N 28.069014457375°E                           | Biserica „Sf. Arhangheli Mihail și Gavriil”                                                       | 1890                         | At    | N           | Încarcă foto            | Raportează eroare |
| 815   | Bălănești                                                                                       | Monument în memoria consătenilor căzuți în 1941-1945                                              |                              | Is    | L           | Încarcă foto            | Raportează eroare |
| 816   | Bălănești                                                                                       | Casa scriitorului Grigore Adam                                                                    |                              | Is    | N           | Încarcă foto            | Raportează eroare |
| 817   | Bălănești 47°12′18″N 28°03′49″E / 47.204991217536°N 28.063681441888°E                           | Monument ostașului căzut în 1941                                                                  |                              | Is    | L           | galerie \| Încarcă foto | Raportează eroare |
| 818   | Bălănești 47°12′29″N 28°04′11″E / 47.208166666667°N 28.06975°E                                  | Monument scriitorului Grigore Adam (1914-1946). Cimitirul sătesc                                  |                              | Is    | N           | Încarcă foto            | Raportează eroare |
| 819   | Bălăurești 46°56′12″N 28°07′50″E / 46.936541116239°N 28.13067460921°E                           | Biserica de lemn „Sf. Nicolae”                                                                    | 1809                         | At    | N           | galerie \| Încarcă foto | Raportează eroare |
| 820   | Bălăurești 46°56′12″N 28°07′50″E / 46.936656°N 28.130543°E                                      | Mormântul cântăreței de muzică populară Maria Drăgan. La cimitir                                  |                              | Is    | N           | galerie \| Încarcă foto | Raportează eroare |
| 821   | Bălăurești 46°56′26″N 28°08′22″E / 46.940503018049°N 28.139307875937°E                          | Monument în memoria consătenilor căzuți în 1941-1945                                              |                              | Is    | L           | Încarcă foto            | Raportează eroare |
| 823   | Bărboieni 47°01′05″N 28°03′26″E / 47.018070687202°N 28.057211106412°E                           | Biserica „Sf. Arhangheli Mihail și Gavriil”                                                       | 1809                         | At    | N           | galerie \| Încarcă foto | Raportează eroare |
| 824   | Bărboieni                                                                                       | Monument în memoria consătenilor căzuți în 1941-1945                                              |                              | Is    | L           | Încarcă foto            | Raportează eroare |
| 826   | Boldurești 47°08′20″N 28°03′37″E / 47.138805693283°N 28.060394028824°E                          | Biserica „Sf. Nicolae”                                                                            | 1888                         | At    | N           | Încarcă foto            | Raportează eroare |
| 827   | Boldurești                                                                                      | Monument în memoria consătenilor căzuți (82) în 1941-1945                                         |                              | Is    | L           | Încarcă foto            | Raportează eroare |
| 829   | Boldurești 47°08′19″N 28°03′38″E / 47.138641269597°N 28.060430448738°E                          | Troiță în amintirea consătenilor căzuți în 1914-1918                                              |                              | Is Ar | N           | Încarcă foto            | Raportează eroare |
| 831   | Bolțun 47°01′38″N 28°17′23″E / 47.027137703986°N 28.289791806769°E                              | Biserica „Acoperământul Maicii Domnului”                                                          | 1903                         | At    | N           | Încarcă foto            | Raportează eroare |
| 837   | Brătuleni                                                                                       | Monument în memoria consătenilor căzuți în 1941-1945                                              |                              | Is    | L           | Încarcă foto            | Raportează eroare |
| 839   | Bursuc 47°04′45″N 28°19′19″E / 47.079095°N 28.321831°E                                          | Mănăstirea „Sf. Cuvioasă Paraschiva”                                                              | 1678 – mijl. sec. XX         | At    | N           | galerie \| Încarcă foto | Raportează eroare |
| 840   | Călimănești                                                                                     | Clădirea morii                                                                                    | sec. XIX                     | Is Ar | N           | Încarcă foto            | Raportează eroare |
| 841   | Călimănești                                                                                     | Monument în memoria consătenilor căzuți (18) în 1941-1945                                         |                              | Is    | L           | Încarcă foto            | Raportează eroare |
| 842   | Cățeleni 46°55′20″N 28°11′14″E / 46.922142218079°N 28.187286557375°E                            | Biserica „Înălțarea Domnului”                                                                     | 1857                         | At    | N           | Încarcă foto            | Raportează eroare |
| 843   | Cățeleni                                                                                        | Monument în memoria consătenilor căzuți (24) în 1941-1945                                         |                              | Is    | L           | Încarcă foto            | Raportează eroare |
| 845   | Ciorești 47°09′42″N 28°13′12″E / 47.161578835904°N 28.219973329581°E                            | Biserica „Sf. Arhanghel Mihail”                                                                   | 1868                         | At    | N           | Încarcă foto            | Raportează eroare |
| 846   | Ciorești 47°10′00″N 28°13′23″E / 47.166770463344°N 28.223186220035°E                            | Crucifix în memoria consătenilor căzuți în 1941-1945                                              | 1970                         | Is    | L           | Încarcă foto            | Raportează eroare |
| 854   | Ciuciuleni 47°01′31″N 28°24′36″E / 47.025308557931°N 28.409948596337°E                          | Biserica „Sf. Gheorghe”                                                                           | 1913                         | At    | N           | galerie \| Încarcă foto | Raportează eroare |
| 855   | Ciuciuleni 47°00′50″N 28°25′03″E / 47.013973276354°N 28.417425915312°E                          | Biserica „Sf. Nicolae”                                                                            | 1820                         | At    | N           | galerie \| Încarcă foto | Raportează eroare |
| 856   | Ciuciuleni 47°01′08″N 28°24′48″E / 47.018794256684°N 28.413389721489°E                          | Monument în memoria consătenilor căzuți (47) în 1941-1945                                         | 1962                         | Is    | L           | galerie \| Încarcă foto | Raportează eroare |
| 857   | Ciuciuleni                                                                                      | Mormântul aviatorului căzut în 1941. La cimitir                                                   |                              | Is    | L           | Încarcă foto            | Raportează eroare |
| 859   | Ciuciuleni                                                                                      | Vilă rurală                                                                                       | anii 1930                    | At    | N           | Încarcă foto            | Raportează eroare |
| 860   | Ciutești 47°10′49″N 28°07′35″E / 47.180244877351°N 28.1265066902°E                              | Biserică de lemn. La cimitir                                                                      | înc. sec. XIX                | At    | N           | galerie \| Încarcă foto | Raportează eroare |
| 861   | Ciutești 47°10′37″N 28°07′26″E / 47.17687700893°N 28.12386865058°E                              | Biserica „Înălțarea Domnului”                                                                     | 1936                         | At    | N           | Încarcă foto            | Raportează eroare |
| 862   | Ciutești 47°10′33″N 28°07′32″E / 47.175736462811°N 28.125687950681°E                            | Monument în memoria consătenilor căzuți în 1941-1945                                              |                              | Is    | L           | Încarcă foto            | Raportează eroare |
| 865   | Cîrnești                                                                                        | Monument în memoria consătenilor căzuți (12) în 1941-1945                                         | 1973                         | Is    | L           | Încarcă foto            | Raportează eroare |
| 866   | Cîrnești                                                                                        | Monument la mormântul partizanilor căzuți în 1944                                                 |                              | Is    | L           | Încarcă foto            | Raportează eroare |
| 868   | Cristești 47°03′32″N 28°17′09″E / 47.058942298152°N 28.285782486118°E                           | Monument la mormântul ostașului căzut în 1944 și în memoria consătenilor căzuți (50) în 1941-1945 |                              | Is    | L           | Încarcă foto            | Raportează eroare |
| 870   | Dolna 47°07′23″N 28°16′05″E / 47.122970607851°N 28.268057804182°E                               | Biserica „Nașterea Maicii Domnului”                                                               | 1852                         | At    | N           | galerie \| Încarcă foto | Raportează eroare |
| 871   | Dolna 47°07′31″N 28°16′19″E / 47.125290676853°N 28.271856578573°E                               | Conacul familiei Ralli                                                                            | sec. XIX                     | Is At | N           | galerie \| Încarcă foto | Raportează eroare |
| 872   | Dolna 47°07′35″N 28°16′30″E / 47.126421852767°N 28.274880385671°E                               | Monument în memoria consătenilor căzuți în 1941-1945                                              |                              | Is    | L           | galerie \| Încarcă foto | Raportează eroare |
| 873   | Dolna 47°07′35″N 28°16′30″E / 47.126396°N 28.275086°E                                           | Monument la mormântul ostașilor căzuți (5) în 1944                                                |                              | Is    | L           | Încarcă foto            | Raportează eroare |
| 875   | Drăgușenii Noi 47°02′49″N 28°25′31″E / 47.047019579356°N 28.42524084516°E                       | Biserica „Sf. Nicolae”                                                                            | 1895                         | At    | N           | galerie \| Încarcă foto | Raportează eroare |
| 879   | Găureni                                                                                         | Monument în memoria consătenilor căzuți (26) în 1941-1945                                         |                              | Is    | L           | Încarcă foto            | Raportează eroare |
| 880   | Găureni                                                                                         | Monument ostașului căzut în 1944                                                                  |                              | Is    | L           | Încarcă foto            | Raportează eroare |
| 885   | Grozești 46°59′49″N 28°04′20″E / 46.99702990935°N 28.072244626296°E                             | Biserica „Sf. Arhangheli Mihail și Gavriil”                                                       | 1835                         | At    | N           | galerie \| Încarcă foto | Raportează eroare |
| 886   | Grozești 47°00′07″N 28°04′39″E / 47.001898323265°N 28.077393231848°E                            | Monument în memoria consătenilor căzuți (95) în 1941-1945                                         | 1983                         | Is    | L           | galerie \| Încarcă foto | Raportează eroare |
| 887   | Grozești                                                                                        | Troiță în memoria consătenilor căzuți (12) în 1914-1918                                           |                              | Is Ar | N           | Încarcă foto            | Raportează eroare |
| 898   | Isăicani 47°04′04″N 28°01′45″E / 47.067789591544°N 28.029155234425°E                            | Biserica „Sf. Arhanghel Mihail”                                                                   | 1914                         | At    | N           | Încarcă foto            | Raportează eroare |
| 902   | Iurceni 47°04′50″N 28°15′46″E / 47.080569140894°N 28.262846858368°E                             | Biserica „Sf. Arhangheli Mihail și Gavriil”                                                       | 1901                         | At    | N           | Încarcă foto            | Raportează eroare |
| 903   | Iurceni                                                                                         | Conacul familiei Ralli                                                                            | jum. II a sec. XIX           | Is At | N           | Încarcă foto            | Raportează eroare |
| 904   | Iurceni 47°04′42″N 28°15′43″E / 47.078258141568°N 28.261862372959°E                             | Monument în memoria consătenilor căzuți (60) în 1941-1945                                         |                              | Is    | L           | Încarcă foto            | Raportează eroare |
| 906   | Marinici 46°57′57″N 28°09′37″E / 46.965783283738°N 28.160217642532°E                            | Biserica „Sf. Arhangheli Mihail și Gavriil”                                                       | 1885                         | At    | N           | Încarcă foto            | Raportează eroare |
| 907   | Marinici 46°58′19″N 28°09′56″E / 46.972041°N 28.165576°E                                        | Monument în memoria consătenilor căzuți (53) în 1941-1945                                         | 1977                         | Is    | L           | Încarcă foto            | Raportează eroare |
| 909   | Micleușeni 47°07′30″N 28°18′22″E / 47.12486716438°N 28.306059565502°E                           | Biserica „Sf. Treime”                                                                             | 1892                         | At    | N           | galerie \| Încarcă foto | Raportează eroare |
| 910   | Micleușeni 47°07′56″N 28°18′49″E / 47.132248°N 28.313648°E                                      | Monument la mormântul comun al ostașilor căzuți (4) în 1941                                       |                              | Is    | L           | Încarcă foto            | Raportează eroare |
| 914   | Milești 47°13′12″N 28°02′41″E / 47.22011405381°N 28.044625014662°E                              | Biserica „Sf. Gheorghe”                                                                           | 1864                         | At    | N           | Încarcă foto            | Raportează eroare |
| 915   | Milești 47°12′49″N 28°02′34″E / 47.21365980616°N 28.042700814042°E                              | Conacul cu parc dendrologic al lui F. Cazimir                                                     | jum. I a sec. XIX            | Is At | N           | galerie \| Încarcă foto | Raportează eroare |
| 916   | Milești 47°13′12″N 28°02′39″E / 47.219873846011°N 28.044081630387°E                             | Monument în memoria consătenilor căzuți în războiul din 1914-1918                                 | anii 1930                    | Is Ar | N           | Încarcă foto            | Raportează eroare |
| 917   | Milești                                                                                         | Monument la mormântul a 4 ostași căzuți în 1944                                                   | 1968                         | Is    | N           | Încarcă foto            | Raportează eroare |
| 919   | Seliște                                                                                         | Biserică de lemn                                                                                  | sf. sec. XVIII               | At    | N           | Încarcă foto            | Raportează eroare |
| 920   | Seliște                                                                                         | Monument la mormântul ostașilor căzuți în 1944 și în memoria consătenilor căzuți în 1941-1945     |                              | Is    | L           | Încarcă foto            | Raportează eroare |
| 923   | Șișcani 46°58′10″N 28°12′49″E / 46.969527435521°N 28.213715753968°E                             | Biserica „Înălțarea Domnului”                                                                     | sec. XIX                     | At    | N           | Încarcă foto            | Raportează eroare |
| 924   | Șișcani                                                                                         | Monument în memoria consătenilor căzuți în 1941-1945                                              |                              | Is    | N           | Încarcă foto            | Raportează eroare |
| 925   | Șișcani                                                                                         | Monument funerar al lui I. Kireev                                                                 | 1824                         | Is    | N           | Încarcă foto            | Raportează eroare |
| 926   | Soltănești 47°03′30″N 28°06′54″E / 47.058200775564°N 28.115115550809°E                          | Biserică                                                                                          |                              | At    | N           | galerie \| Încarcă foto | Raportează eroare |
| 927   | Soltănești 47°03′27″N 28°06′45″E / 47.057515843082°N 28.112605331577°E                          | Monument în memoria consătenilor căzuți (24) în 1941-1945                                         | 1978                         | Is    | N           | galerie \| Încarcă foto | Raportează eroare |
| 928   | Valea-Trestieni 47°04′15″N 28°03′56″E / 47.07085675°N 28.065512130556°E                         | Biserica „Adormirea Maicii Domnului”                                                              | 1866                         | At    | N           | Încarcă foto            | Raportează eroare |
| 929   | Valea-Trestieni                                                                                 | Monument în memoria consătenilor căzuți (40) în 1941-1945                                         |                              | Is    | L           | Încarcă foto            | Raportează eroare |
| 931   | Vărzărești 47°06′22″N 28°11′39″E / 47.106169379151°N 28.194231980447°E                          | Biserica „Sf. Arhangheli Mihail și Gavriil”                                                       | 1794                         | At    | N           | galerie \| Încarcă foto | Raportează eroare |
| 932   | Vărzărești 47°06′14″N 28°12′04″E / 47.103961°N 28.201044°E                                      | Complexul edilitar al mănăstirii „Sf. Dumitru”                                                    | înc. sec. XV – mijl. sec. XX | At    | N           | galerie \| Încarcă foto | Raportează eroare |
| 933   | Vărzărești                                                                                      | Biserica „Sf. Arhangheli Mihail și Gavriil”⁠(d)                                                    | 1794                         | At    | N           | Încarcă foto            | Raportează eroare |
| 936   | Vînători 47°11′05″N 28°06′15″E / 47.18462494534°N 28.104037215881°E                             | Biserica „Sf. Nicolae”                                                                            | 1774                         | At    | N           | Încarcă foto            | Raportează eroare |
| 937   | Vînători                                                                                        | Monument în memoria consătenilor căzuți (52) în 1941-1945                                         | 1972                         | At    | N           | Încarcă foto            | Raportează eroare |
| 942   | Zberoaia 46°57′54″N 28°05′59″E / 46.965074809341°N 28.099703688468°E                            | Biserica „Sf. Nicolae”                                                                            | jum. II a sec. XIX           | At    | N           | galerie \| Încarcă foto | Raportează eroare |
| 943   | Zberoaia 46°57′48″N 28°05′53″E / 46.963315732185°N 28.098051336861°E                            | Conacul familiei Gonata                                                                           | sf. sec. XIX                 | Is At | N           | galerie \| Încarcă foto | Raportează eroare |
| 944   | Zberoaia                                                                                        | Biserica de lemn „Sf. Nicolae”. Fragment                                                          | sec. XVIII                   | At    | N           | Încarcă foto            | Raportează eroare |
| 945   | Zberoaia 46°58′04″N 28°06′36″E / 46.967767643537°N 28.109882399541°E                            | Monument în memoria consătenilor căzuți (35) în 1941-1945                                         | 1982                         | Is    | L           | Încarcă foto            | Raportează eroare |